# Aarhus Games
Aarhus Games er et atletikstævne som afholdes på Aarhus Stadion. Stævnet har både nationale og internationale deltagere, cirka 110 idrætsudøvere i 20 discipliner, og afholdes hvert år i september.
Aarhus Games blev for første gang afholdt 1971, dengang sattes seks danske rekorder. I 1972 satte den belgiske mellemdistanceløber Emiel Puttemans verdensrekord på 3000 meter.
Siden stævnet statede i 1971, har 28 olympiske mestre deltaget, enten regerende, tidligere eller kommende. En verdensrekord, tre nordiske og 28 danske rekorder er der blevet sat.